# Café Columbia

Kisa Emigrantmuseum och Café Columbia är inrymt i en äldre byggnad i samhället Kisa. Till en början var det ett apotek men 1846 grundade apotekaren Sveriges första emigrantbyrå, med vilket menas Emigrationen från Sverige till Nordamerika. Detta blev senare till emigrantmuseum. 1921 öppnades caféet i byggnaden. Caféet har en bakgård som vetter åt Kisaån och på denna hålls stundom (sommartid) kulturevenemang. Etablissemanget har även fungerat som galleri och det lokala tv-programmet Hjärnverket har spelats in där.